# Curtiss K-12
El Curtiss K-12 fue hito en el desarrollo de los motores aeronáuticos refrigerados por líquido y fue considerado como el más avanzado del mundo en su época.

## Diseño y desarrollo
Diseñado por Charles B. Kirkham y probado por primera vez en 1916, el K-12 incorporaba un cárter de fundición de aluminio y bloque de cilindros integral, cuatro válvulas por cilindro y "camisas húmedas" para mejorar la refrigeración. Poseía mayores RPM y caja reductora, lo que le permitía desarrollar la misma potencia que motores más grandes. A pesar de ser tecnológicamente avanzado, muchas de las innovaciones del K-12 desafiaron el nivel de la tecnología de la época y crearon serios problemas de confiabilidad. Muchos de los problemas se centraron en la producción de engranajes de la caja reductora fiables. El diseño del K-12, sin embargo, condujo al desarrollo del muy exitoso motor Curtiss D-12 (1922) usado en cazas y aviones de carrera. Para 1926 el diseño del D-12 se había desarrollado en el más potente Curtiss V-1570 "Conqueror", notable por su uso en aviones militares. La evolución continuo en los potentes motores V12 de refrigeración líquida de la Segunda Guerra Mundial, basados en muchas de las características pioneras introducidas por el motor K-12 de 1916.

## Especificaciones (Curtiss K-12)
- Tipo: Motor V12, refrigerado por líquido
- Cilindros: 12
  - Diámetro: 114,3 mm
  - Carrera: 152,4 mm
- Cilindrada: 18,77 litros
- Potencia: 375 hp a 2250 RPM